# Zemgus Girgensons
Zemgus Girgensons (* 5. Januar 1994 in Riga) ist ein lettischer Eishockeyspieler, der seit Juli 2024 bei den Tampa Bay Lightning aus der National Hockey League unter Vertrag steht. Zuvor verbrachte er zwölf Jahre bei den Buffalo Sabres. Der Center ist mit der 14. Position der am höchsten gedraftete Lette beim NHL Entry Draft. Zudem spielt er für die Nationalmannschaft seines Landes und nahm mit dieser an mehreren Weltmeisterschaften sowie den Olympischen Winterspielen 2014 teil.

## Karriere

### Jugend
Zemgus Girgensons begann seine sportliche Ausbildung in der vom ehemaligen Profi Edmunds Vasiļjevs betriebenen „EVHS Edmund Vasilyev Hockey School“ in Riga. Im Jahre 2009 zog er in die Vereinigten Staaten und spielte fortan für die Green Mountain Glades in einer Juniorenliga. Im Folgejahr wechselte er zu den Dubuque Fighting Saints in die USHL und kam dort in seiner ersten Saison auf 49 Punkte in 51 Spielen, bei der er mit dem Team den Clark Cup gewann. In der Saison 2011/12, seiner letzten bei den Fighting Saints, führte er die Mannschaft als Kapitän an und erreichte eine Punkt-je-Spiel-Quote von über eins.

### Buffalo Sabres
Nachdem er 2011 im KHL Junior Draft bereits an 28. Position ausgewählt wurde, drafteten ihn im NHL Entry Draft 2012 die Buffalo Sabres an 14. Position und damit höher, als je eine andere Lette.  Bisheriger Rekordhalter war Sandis Ozoliņš, der 1991 von den San Jose Sharks an 30. Position ausgewählt wurde. Buffalo hatte an 12. Stelle bereits Michail Grigorenko ausgewählt und musste den 21. und 42. Draftpick an Calgary abgeben, um sich auch den 14. Pick und damit Girgensons zu sichern. Im Juli 2012 unterschrieb der Center einen Entry Level Contract bei den Sabres.
Die Saison 2012/13 verbrachte er komplett beim Farmteam der Sabres, den Rochester Americans, in der AHL. Dort absolvierte er 61 Spiele und kam dabei auf 17 Punkte. Mit Beginn der Spielzeit 2013/14 stand Girgensons im NHL-Kader und gab am 2. Oktober 2013 sein NHL-Debüt gegen die Detroit Red Wings, wobei ihm direkt sein erstes Tor gelang.
Im weiteren Verlauf etablierte sich Girgensons als regelmäßiger Scorer bei den Sabres, wobei ihm in der Spielzeit 2014/15 mit 30 Scorerpunkten seine bisher beste Karriereleistung gelang. Im Oktober 2020 unterzeichnete er einen neuen Dreijahresvertrag bei den Sabres, der ihm ein durchschnittliches Jahresgehalt von 2,2 Millionen US-Dollar einbringen soll. Anschließend verpasste er jedoch die komplette Saison 2020/21 aufgrund einer Oberschenkelverletzung.

### Tampa Bay Lightning
Nach zwölf Jahren bei den Buffalo Sabres wurde sein auslaufender Vertrag nach der Saison 2023/24 nicht verlängert, sodass er sich im Juli 2024 als Free Agent den Tampa Bay Lightning anschloss.

### International
Mit den Jugendmannschaften des lettischen Nationalteams nahm er an der U18-WM 2010 in der Top-Division sowie an den U20-Weltmeisterschaften 2011, in der Division I als er als jeweils drittbester Scorer (hinter dem Weißrussen Mikalaj Susla und seinem lettischen Landsmann Juris Upītis) und Torschütze – hinter Susla und dem Briten Jack Prince – maßgeblich zum Aufstieg des Teams aus dem Baltikum beitrug, und 2012 in der Top-Division teil.
Sein Debüt für die A-Nationalmannschaft gab Girgensons bei der Weltmeisterschaft 2013 und schoss im Laufe des Turniers sein erstes Länderspieltor gegen die Slowakei. Im Jahr 2014 nahm er zudem an den Olympischen Winterspielen im russischen Sotschi teil. Des Weiteren gehörte Girgensons zum lettischen Kader bei den Welttitelkämpfen der Jahre 2014, 2016 und 2017.

## Erfolge und Auszeichnungen
- 2011 Teilnahme am USHL All-Star Game
- 2011 Clark-Cup-Gewinn mit den Dubuque Fighting Saints
- 2012 USHL First-All-Star Team
- 2015 Teilnahme am NHL All-Star Game

### International
- 2011 Aufstieg in die Top-Division bei der U20-Weltmeisterschaft der Division I, Gruppe A

## Karrierestatistik
Stand: Ende der Saison 2024/25

### International
Vertrat die Lettland bei:
| - U18-Junioren-Weltmeisterschaft 2010 - U20-Junioren-Weltmeisterschaft der Division I 2011 - U20-Junioren-Weltmeisterschaft 2012 - Weltmeisterschaft 2013 - Olympischen Winterspielen 2014 - Weltmeisterschaft 2014 | - Weltmeisterschaft 2016 - Qualifikationsturnier für die Olympischen Winterspiele 2018 - Weltmeisterschaft 2017 - Qualifikationsturnier für die Olympischen Winterspiele 2022 - Qualifikationsturnier für die Olympischen Winterspiele 2026 |

(Legende zur Spielerstatistik: Sp oder GP = absolvierte Spiele; T oder G = erzielte Tore; V oder A = erzielte Assists; Pkt oder Pts = erzielte Scorerpunkte; SM oder PIM = erhaltene Strafminuten; +/− = Plus/Minus-Bilanz; PP = erzielte Überzahltore; SH = erzielte Unterzahltore; GW = erzielte Siegtore; 1 Play-downs/Relegation; Kursiv: Statistik nicht vollständig)